# Higurashi no naku koro ni (film)
Higurashi no naku koro ni (ひぐらしのなく頃に?) (conosciuto internazionalmente come Shrill Cries of Summer, lett. "Stridule grida d'estate") è un film del 2008 diretto da Ataru Oikawa.
Si tratta della prima pellicola cinematografica live action tratta dall'omonima serie di sound novel, manga ed anime. Questo primo film, così come il successivo, è stato scritto e diretto da Ataru Oikawa, già famoso per aver partecipato con due pellicole dedicate a Tomie. La sceneggiatura riprende il primo question arc, Onikakushi-hen.

## Trama
Siamo al principio delle vacanze scolastiche estive e Keiichi si è appena trasferito in un paesino immerso tra i boschi e le montagne. Diventa presto amico di un gruppetto di ragazze sue coetanee; a seguito però di strani ed inquietanti fatti accadutigli, inizia a sospettare che esse possano esser coinvolte seriamente in tutta una serie di sparizioni ed omicidi avvenuti negli anni precedenti.
Dopo aver trovato degli aghi dentro il cibo offertogli da una di loro, viene inseguito da uomini misteriosi che cercano di catturarlo: capisce così che non può più assolutamente fidarsi di nessuno.